# 工藤雪枝
工藤 雪枝（くどう ゆきえ、1965年3月14日 - ）は、日本のジャーナリスト、評論家。国家論、安全保障論に関する執筆を行っている。

## 経歴
北海道美幌町に生まれ、その後陸上自衛官である父親の転勤に伴って全国各地に移り住む。高校在学中にAFS財団プログラム留学生として米国に1年間留学した。
岡山県立津山高等学校へ進学し、同期には稲葉浩志がいた。津山高校を経て、1988年（昭和63年）に東京大学法学部を卒業、その後ロンドン・スクール・オブ・エコノミクス（LSE）で経済学修士号を取得した。経済学の分野でも特にブラック・マートンらのデリバティブ価格理論を研究。本人曰くもともとは東大志望ではなく、高校時代成績優秀だったため志望を変更させられたという。
英米の金融機関で勤務した後、1992年よりフリーのジャーナリストとなる。1996年から旧日本軍の特攻基地のあったフィリピンや知覧町、鹿屋市、国分市、串良町などを訪れ、2001年に『特攻へのレクイエム』（中央公論新社）を出版した。
防衛庁オピニオンリーダー、日本戦略研究フォーラム政策提言委員、外国人特派員協会報道委員 拓殖大学客員教授などを歴任。

## 活動

### 日本国内
| 年表                   | それぞれの活動 |
| ---------------------- | --- |
| 1991年10月 - 1994年9月 | テレビ朝日『CNNデイブレイク』メインキャスター ※1992年9月までは月曜日担当、同年10月から金曜日担当、因みに月曜担当時代には『ANNニュースフレッシュ』担当キャスターを兼務 |
| その他                 | NHK『くらしの経済』キャスター |
| その他                 | BBC特派員 |
| その他                 | テレビ朝日『朝まで生テレビ!』ジャーナリスト側でのパネリスト出演 |
| その他                 | 月刊文藝春秋、正論、諸君!、中央公論、SAPIO、WiLL、VOICE、婦人公論、英語版NEWSWEEKなどに寄稿                                                                           |
| その他                 | 皇后雅子の東京大学在学時代の友人の1人であり、『皇室アルバム』（毎日放送・TBS系列）など皇室関連のコメンテーターとしての出演                                            |
| その他                 | また津山高校在学時の同級生にミュージシャンの稲葉浩志がいる |

### 日本国外
英国BBC、米国CBS・ABC・NBCなどに出演している。

## 著書
単著
- 『特攻へのレクイエム』中央公論新社、2001年／中公文庫、2004年
- 『国を愛するということ―散華した特攻隊員の遺した「託し」』モラロジー研究所〈生涯学習ブックレット〉、2003年12月。ISBN 978-4896390803。

共著
- 「検証・靖国神社問題」PHP、2002年。石原慎太郎、稲垣武、牛村圭、梅原猛、大原康男、加地伸行、金美齢、工藤雪枝、黒田勝弘、黄文雄、小堀桂一郎、櫻田淳、東條由布子、長山靖生、橋爪大三郎、古川勝久 ISBN 978-4569622668